# Törpeszender
A törpeszender (Proserpinus proserpina) európai és nyugat-ázsiai elterjedésű, alkonyatkor aktív, a szenderfélék családjához tartozó lepkefaj.

## Megjelenése
Mérete igen változatos, szárnyfesztávolsága 36–60 mm között lehet. Színe kevésbé változó: elülső szárnya alapszíne világoszöld, amely a peremén besötétedik. Pereme erősen szeldelt. Közepén sötétzöld, néha szinte fekete, széles sáv húzódik, benne egy-egy fekete folttal. Hátulsó szárnya narancssárga, széle fekete. Több színváltozat is ismert, a form schmidti elülső szárnyai sárgászöldek, hátsó szárnyai szürkék; a form brunnea cserzett bőrszínű vöröses középső sávval, a form grisea esetében pedig a zöld színt szürke váltja fel.
A fiatal hernyó világoszöld, mintázata csak később mutatkozik rajta. Kifejlett formájában 6–7 cm hosszú, barna vagy zöld alapszínű, hátán apró sötét foltokból álló rajzolattal. Oldalát ferde sötét csíkok díszítik, melyek érintik nyolc, fekete keretű légzőnyílását is. A szenderfélék hernyóinál szokásos faroknyúlványa hiányzik, helyén szemre emlékeztető, sárga keretes fekete folt található.
Bábja 25–30 mm hosszú, vörösbarna, fényes, feje és potroha sötétebb színű.

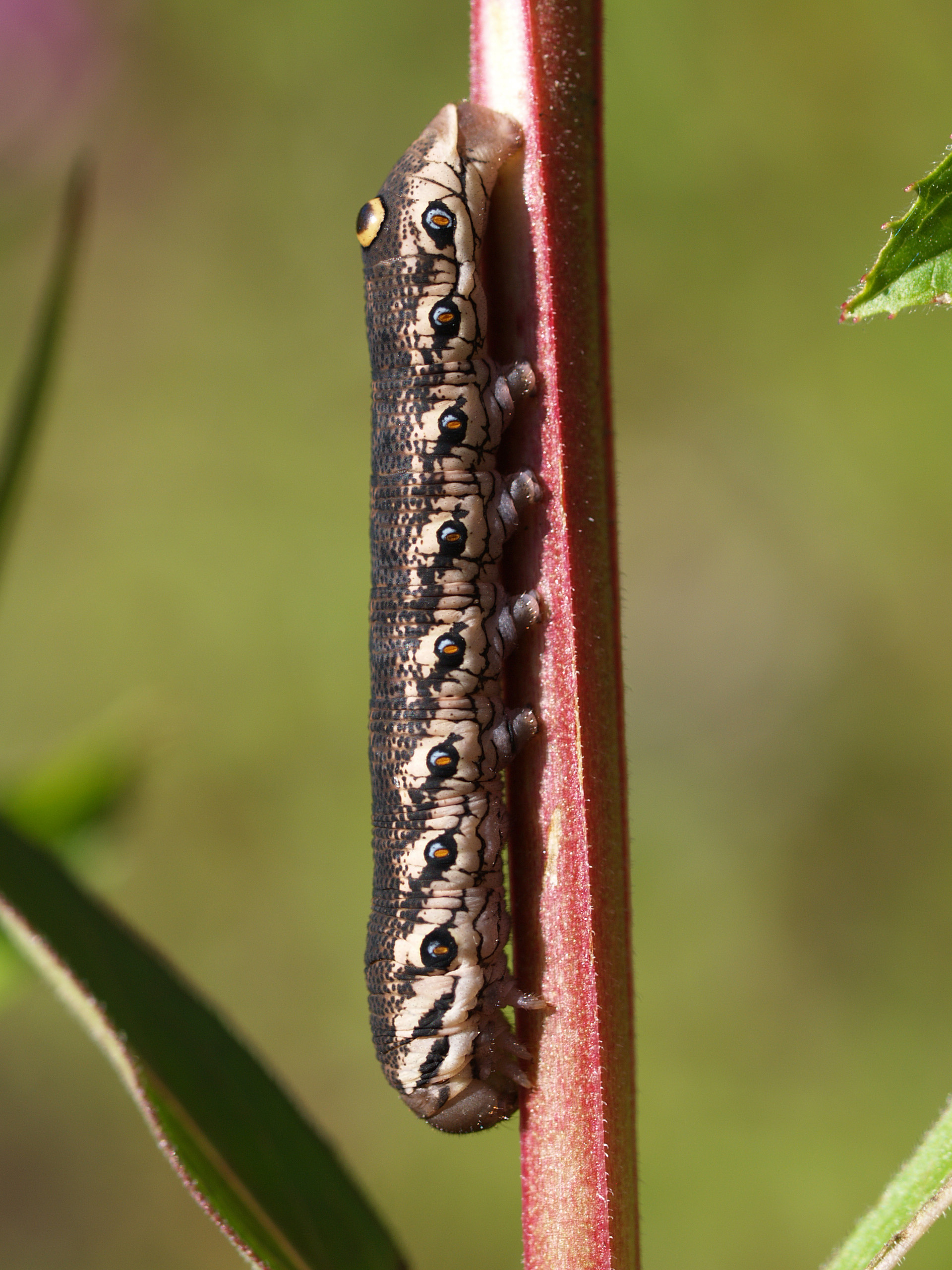
A törpeszender hernyója
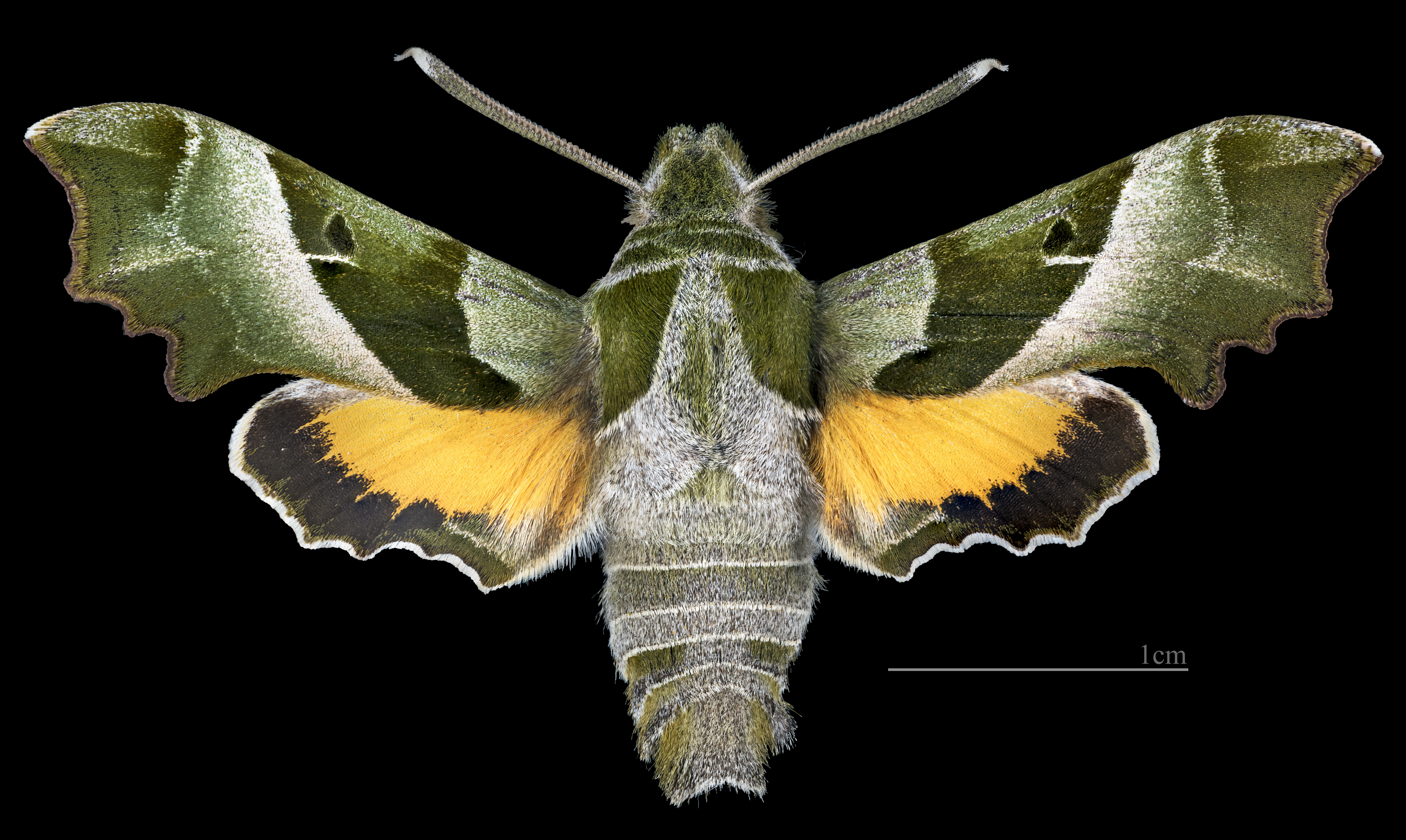
Proserpinus proserpina ♂
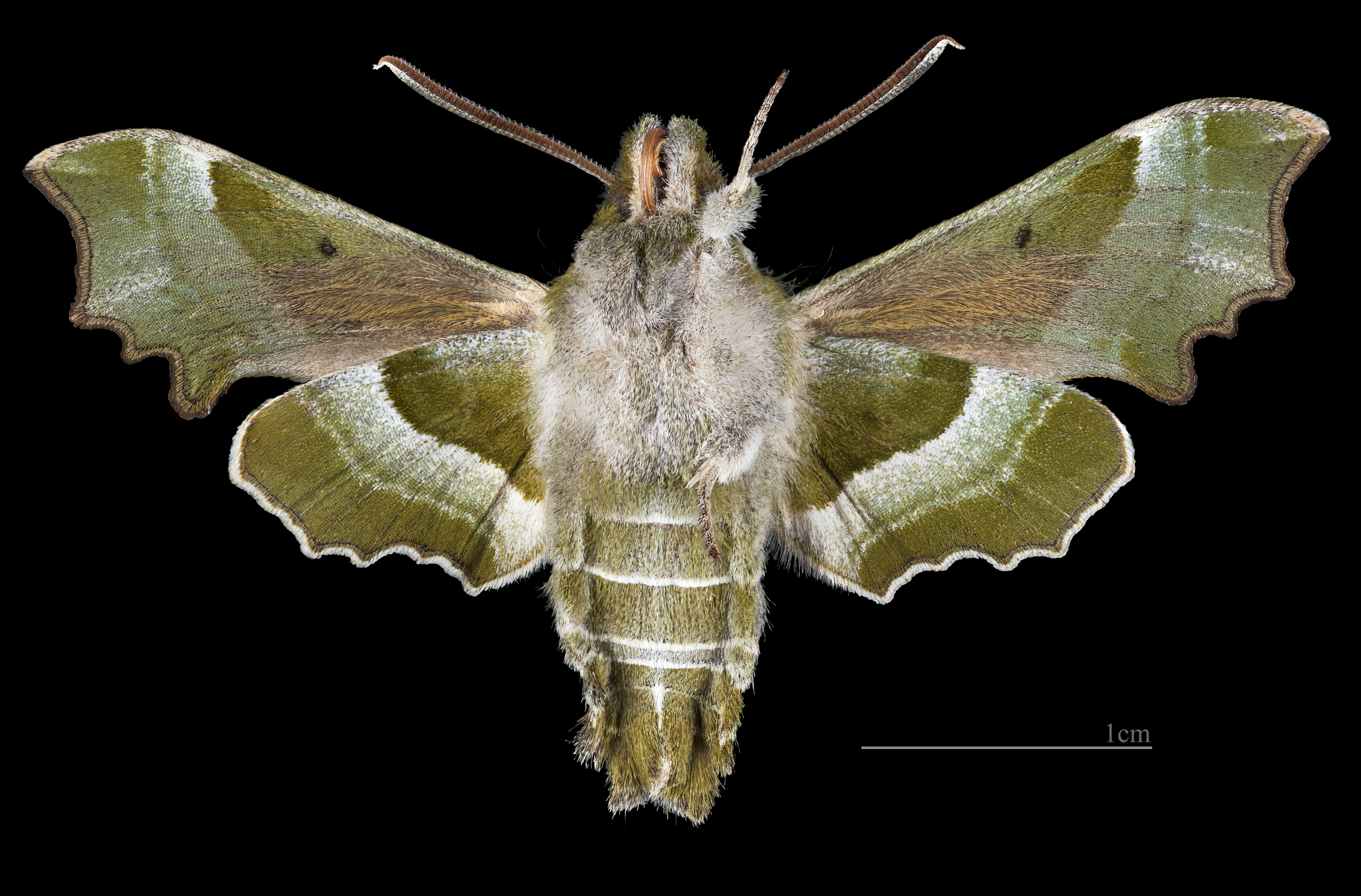
Proserpinus proserpina ♂  △
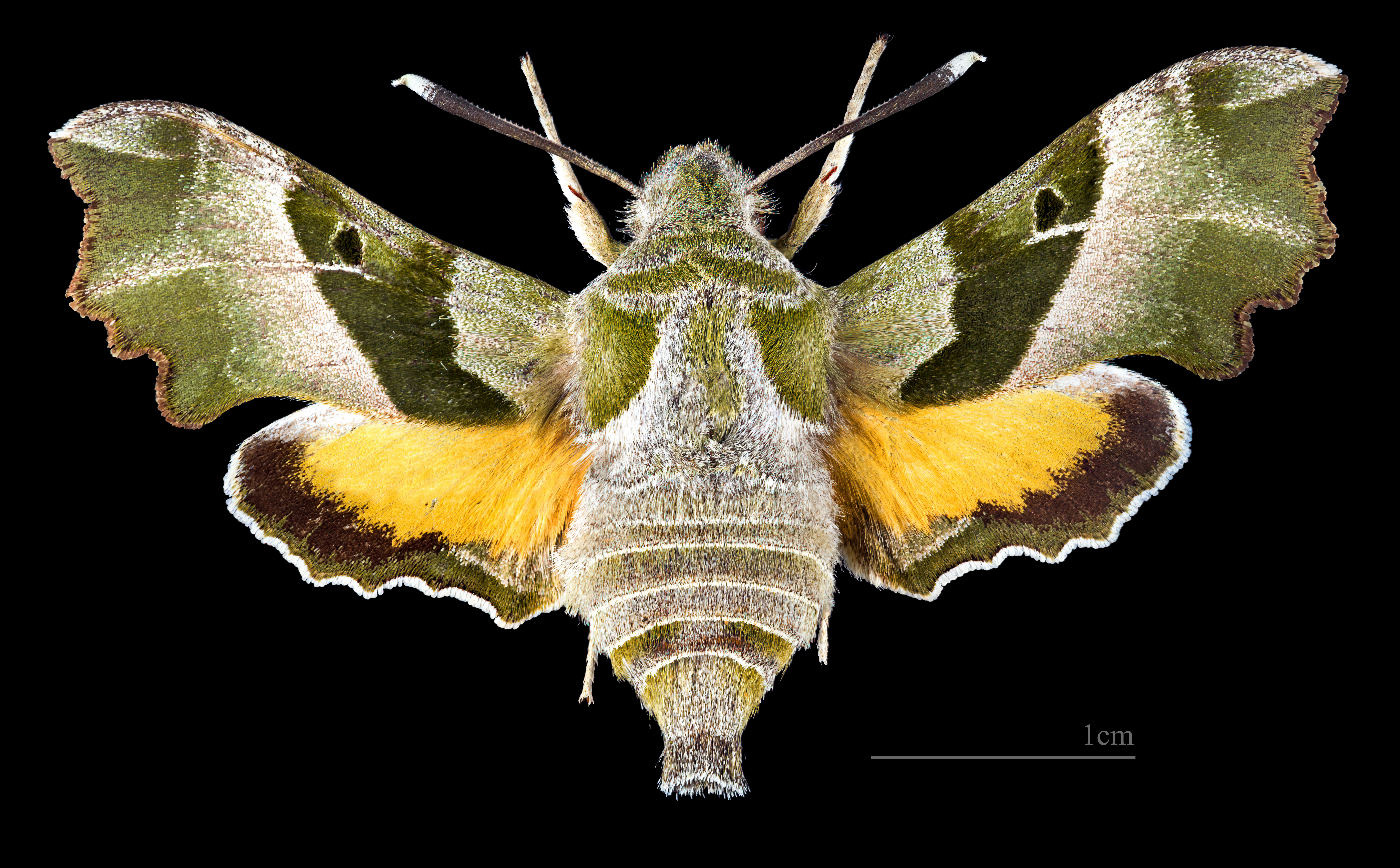
Proserpinus proserpina ♀
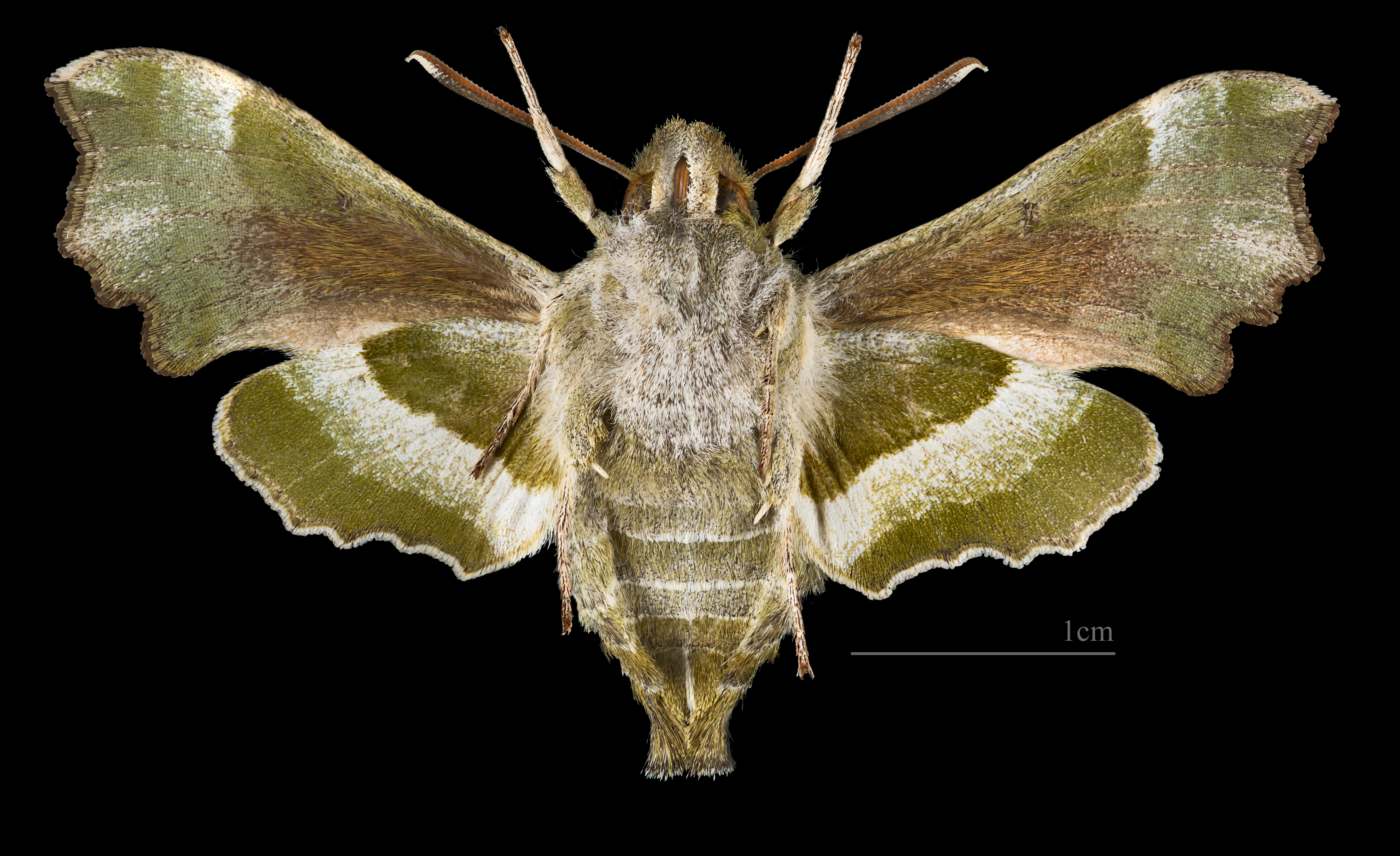
Proserpinus proserpina  ♀ △

## Elterjedése
Az Ibériai-félsziget északi részétől - Észak-Európa kivételével - egészen Nyugat-Szibériáig előfordul. A Kaszpi-tengertől keletre húzódó sivatagokból hiányzik, de újból megtalálható a Pamírban és Afganisztán hegyei között. Vándorló példányait megfigyelték a Brit-szigeteken és az Északi-tenger partvidékén is. Ismert egy izolált populációja a Közel-Keleten (Libanon és részben Izrael és Jordánia) valamint Marokkó és Algéria hegyvidéki területein. Az Alpokban 1500 m, a Pireneusokban 2000 m magasságig él meg. Magyarországon főleg az erdősebb vidékeken, elszigetelt csoportokban, de országszerte előfordul. 

## Életmódja

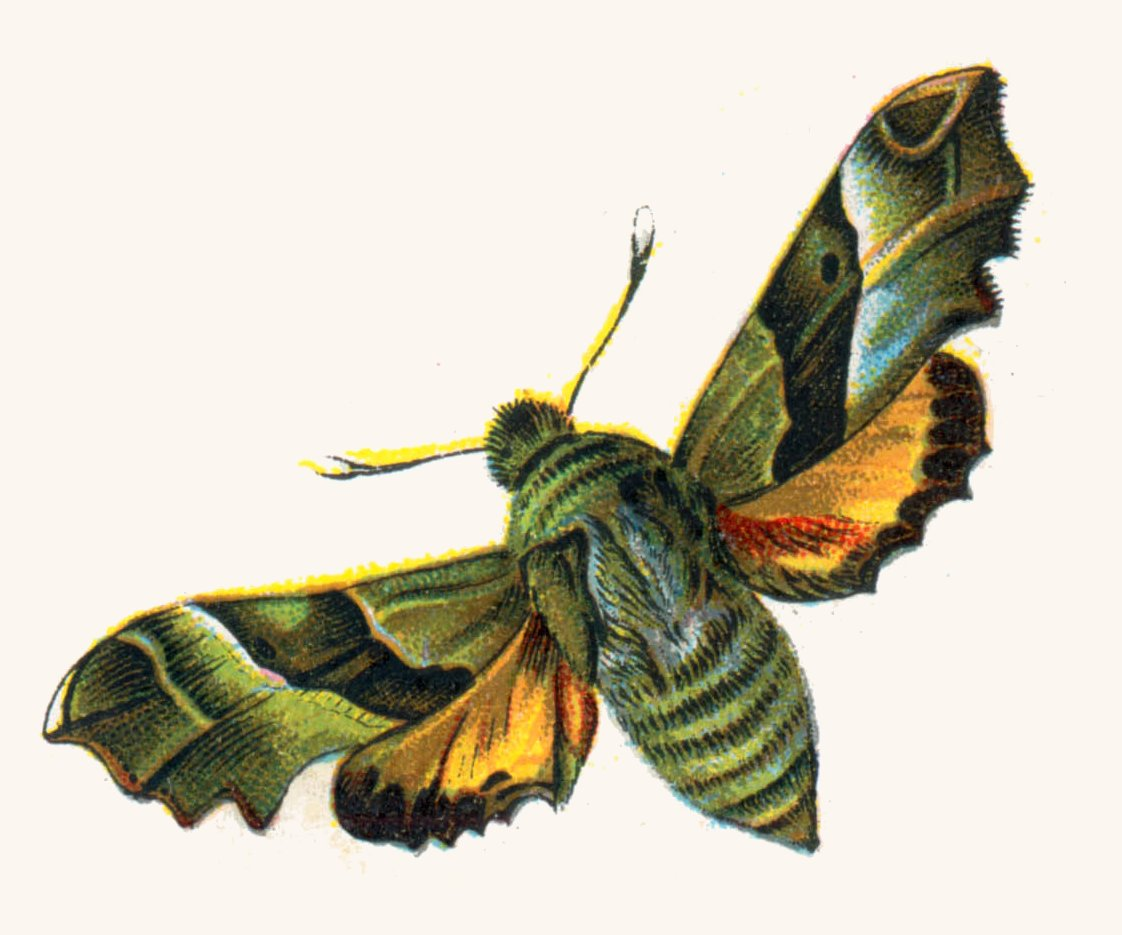

A törpeszender imágója április végétől június közepéig repül. Alkonyatkor aktív, szürkületben gyors repüléssel látogatja a virágokat az erdőszegélyeken, patakpartokon vagy ligetekben. Vonzódik a mesterséges fényforrásokhoz. Kis zöld petéit egyesével helyezi a hernyó tápnövényére, füzikékre (Epilobium), füzényekre (Lythrum) vagy ligetszépére (Oenothera biennis). Ennek megfelelően a vízfolyásokat és állóvizeket szegélyező magaskórós-bokorfüzeseket (ahol a füzike gyakori) vagy a száraz, elgyomosodó bokros erdőszéleket, parlagokat (a ligetszépe termőhelye) kedveli. Hernyója júniustól augusztusig táplálkozik, majd bebábozódik és a talajban áttelel. Európában évente egy generáció nő fel, de a meleg éghajlaton, például Észak-Afrikában évente két nemzedék nevelkedik márciusi és június-júliusi imágóaktivitással.
Magyarországon védett, természetvédelmi értéke 50 000 Ft.